# Alfons Dorfner
Alfons Dorfner (Lembach im Mühlkreis, Alta Áustria, 27 de janeiro de 1911 – ?, 22 de janeiro de 1982) foi um velocista austríaco na modalidade de canoagem.
Foi vencedor da medalha de Ouro em K-2 1000 m em Berlim 1936 junto com o seu colega de equipe Adolf Kainz.